# Sint-Brixiuskerk (Schöppingen)
De Sint-Brixiuskerk is een parochiekerk in Schöppingen, een plaats in het westelijke deel van Münsterland in het noordwesten van de deelstaat Noordrijn-Westfalen.

## Geschiedenis
Tijdens de Saksenoorlogen (772–804) wist Karel de Grote zijn gebied uit te breiden naar o.a. het Münsterland. In de veroverde gebieden stichtte men op afstanden van dagmarsen meerdere militaire posten bij koningshoven, waarop kerken werden gebouwd die als centra van de missionering moesten dienen. Ze werden aan Frankische heiligen gewijd en voor de kerk van Schöppingen werd dat de heilige Brixius van Tours (* 370 – † 444). Het was de heilige Liudger, apostel der Friezen, die rond deze tijd begon met de kerstening van het Münsterland.
De kerk van Schöppingen werd op een saksische vluchtburcht gebouwd, waar eerder ook recht werd gesproken en die wellicht tevens door de Saksen voor religieuze samenkomsten werd gebruikt. Het eerste kerkgebouw was ongeveer 8 bij 15 meter groot en waarschijnlijk al van steen gebouwd. Toen Liudger op 30 maart 805 tot de eerste bisschop van Münster werd gewijd, werd de Schöppinger doopkerk een parochiekerk. Voor de eerste maal werd het bouwwerk in een keizerlijk document van 7 juni 838 genoemd, waarin Lodewijk de Vrome de kerken van Reni (Rheine), Wateringas (Wettringen) en Stochheim in het gouw Scopingus (Schöppingen) aan het klooster van Herford schonk.
Rond 1100 vond er nieuwbouw van de Brixiuskerk plaats. Uit deze tijd stamt nog de massieve toren, die in 1230 met een verdieping voor de klokken werd verhoogd en toen de huidige vorm met de trapgevels kreeg. Omstreeks 1390 bouwde men buiten de karolingische kerkburcht de stad Schöppingen met bewalling en grachten, twee poorten en een centraal gelegen raadhuis. De kerk lag nu buiten de versterkte plaats. Tijdens de Münsterse stichtsvete op 30 april 1453 branddede kerk tot op de toren en buitenmuren af. Nog altijd zijn er brandsporen te vinden aan de toren. Het kerkgebouw werd als tweeschepige, gotische hallenkerk herbouwd, waarbij het hoofdaltaar weer op exact dezelfde plek als het oude hoofdaltaar werd geplaatst.
De Spaans-Nederlandse oorlog (1566–1609) en de daaropvolgende Dertigjarige Oorlog (1618–1648) bracht Schöppingen veel leed en verwoestingen. Het kerkgebouw werd onbruikbaar en bij de herstelwerkzaamheden werden de muurschilderingen van de apostelen en de profeten en de beschildering van de gewelven overgekalkt. Pas in 1930 werden ze herontdekt. Het altaarschilderij van de meester van het Schöppinger altaar werd aan de noordelijke zijmuur opgehangen en kreeg de naam "het bittere lijden van Christus". Een groot barok hoogaltaar en twee zijaltaren werd opgesteld. Ze zijn in 1876 respectievelijk 1923 weer verwijderd.
Tegen het einde van de 19e eeuw werd besloten de kerk af te breken en te vervangen door een neogotisch gebouw met een 75 meter hoge toren. De ontwerpen bleven in de parochiale archieven bewaard en het geld was reeds bijeen, maar de Eerste Wereldoorlog brak uit en zorgde ervoor dat het plan niet werd uitgevoerd. Toen de inflatie in Duitsland in de jaren 1920 begon aan te wakkeren kon er slechts een uitbreiding van de kerk worden gerealiseerd: van 1923 tot 1926 werd de noordelijk zijmuur van de romaanse voorganger afgebroken en een noordelijk, zeer breed zijschip aan de bestaande kerk gebouwd. Tegelijkertijd werd de kerk geheel opnieuw ingericht. Het altaarschilderij werd in een nieuw rijkgesneden en tot aan het gewelf reikend hoofdaltaar ingevoegd. Ook de al snel daarna herontdekte muur- en gewelfbeschildering werden blootgelegd en gerestaureerd.
Een nieuwe herinrichting vond plaats na de liturgische hervormingen van het Tweede Vaticaans Concilie. Er werd een nieuw altaar, een ambo, een tabernakel en priesterzetel opgesteld en het altaarschilderij kreeg een nieuwe, eenvoudige omlijsting.
Ter gelegenheid van het 1150-jarig jubileum in 1988 werd de kerk zowel van binnen als buiten gerestaureerd. 

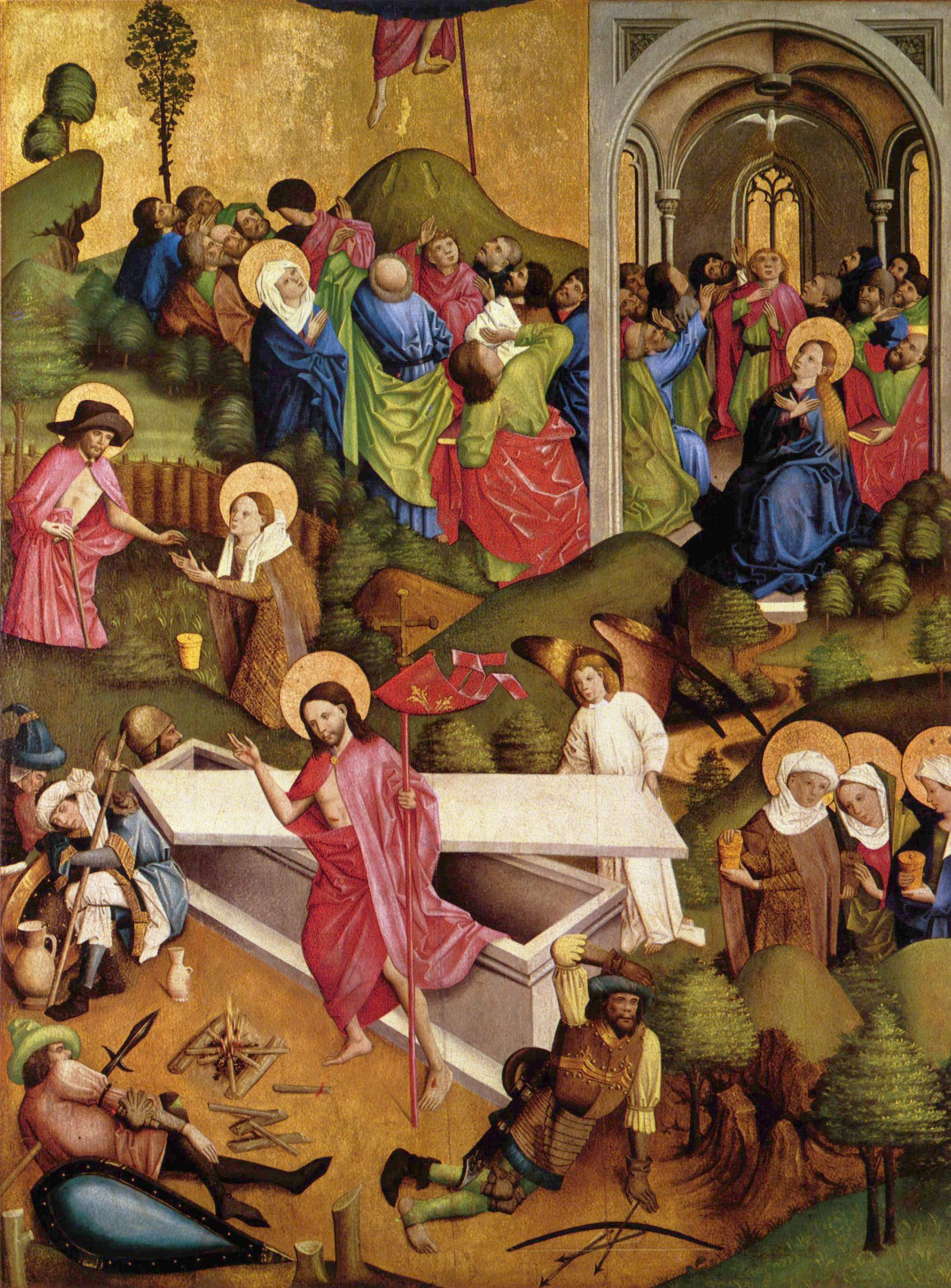
Detail altaarschilderij

## Interieur

#### Het vleugelaltaar
Het beroemdste kunstwerk in de kerk is het geschilderde vleugelaltaar van de niet bij name bekende "Meester van Schöppingen". Het behoort tot de belangrijkste werken van de laatgotische schilderkunst in Westfalen. Getoond worden de belangrijkste gebeurtenissen van de heilsgeschiedenis: de menswording (verkondiging en geboorte) op de buitenkanten van de gesloten vleugels van het retabel en de verlossing (lijdensgeschiedenis, kruisiging, opstanding, hemelvaart, nederdaling van de Heilige Geest) op het centrale paneel en de binnenkanten van de vleugels. Terwijl het telkens een afzonderlijke "gebeurtenis" betreft, schilderde hij de scènes niet als aparte voorstellingen maar doorlopend. Aldus heeft Het Schöppinger altaar geen feestdag- en alledaagse kant zoals andere retabels uit zijn tijd en daarvoor, maar twee met de Kerst- respectievelijke de Paascyclus overeenkomende presentaties.

#### Fresco's
In het koor bleef een geheel bewaarde cyclus van grote fresco's van de apostelen en profeten bewaard die werden geschilderd in 1512-1520. Bij  de kerkwijding werden de muren van de kerk door de bisschop op 12 met apostelkruisen gemarkeerde plaatsen gezalfd, om duidelijk te maken dat de kerk uit "levende stenen" op het fundament van de apostel rust. De apostelen staan in geschilderde nissen onder baldakijnen en ieder draagt zijn attribuut en een lint met gotisch schrift waarop steeds een van de 12 geloofsartikelen staan.

#### Overig
- De deur naar de sacristie stamt nog uit de bouw van het koor (1509-1512).
- In het koor bevindt zich een sluitsteen met een Christushoofd.
- Uit de 16e eeuw stamt een muurschilderij van Karel de Grote.
- In de muur naast het tabernakel bevinden zich drie passiereliëfs, die oorspronkelijk onderdeel vormden van wegschrijnen uit de buurt. Het middels toont Simon van Cyrene die Jezus helpt het kruis te dragen (16e eeuw). De twee andere  reliëfs van Jezus die wordt gegeseld en Veronica die Jezus Christus het zweetdoek aanbiedt zijn werken van de beeldhouwer Bernd Meiering uit Rheine (1631-1703).
- Het beeld van de kerkpatroon Sint-Brixius dateert uit 1890. Schöppingen heeft als enige kerk in het bisdom Brixius als patroon. In zijn mantel draagt hij de gloeiende kolen. De sokkel met drie scènes uit het leven van Brixius werd in 1985 door Gertrud Büscher-Eilert uit Horstmar gemaakt.
- Aan een zuil op de rechterkant hangt een Madonna in een stralenkrans. Het stamt uit 1480-1490.
- In het linker zijschip hangt een groot gaffelkruis met de Gekruisigde uit 1450-1470. Het corpus heeft nog oorspronkelijke kleuren en het hoofd draagt een echte doornenkroon.
- Het beeld van Antonius van Padua in het linker zijschip is 18e-eeuws.
- De beide reliëfs aan de muur van het linkerzijschip van de evangelisten Mattheüs en Johannes waren oorspronkelijk onderdelen van de in 1926 gebouwde en in 1966 afgebroken kansel. Het reliëf van de Gregoriusmis is 15e-eeuws, een ander reliëf van de nederdaling van de Heilige Geest 16e-eeuws.
- Naast de ingang is een inschrift aangebracht van het voormalige knekelhuis op het kerkplein, dat tot 1810 een kerkhof was. Het inschrift luidt Godt hefft gesprocken uth sinen godttlichen Mundt: Wachet und bereidet iuhw (= u) tho aller Stundt (stonde). Wente (= want) der Doedt werth iuhw nicht senden einen breff (= brief), sunder (= maar) he werth komen sliken (= sluipend) als ein Deiff (= dief) 1575

## Orgel
Het huidige orgel werd in 1981-1983 achter de historische orgelkas door Paul en Dieter Ott uit Göttingen gebouwd. Het bezit 41 registers.